# Règle de saint François
 (mars 2020).
Si vous disposez d'ouvrages ou d'articles de référence ou si vous connaissez des sites web de qualité traitant du thème abordé ici, merci de compléter l'article en donnant les références utiles à sa vérifiabilité et en les liant à la section « Notes et références ».
La règle de saint François d'Assise, ou les « règles de saint François d'Assise » car il y en a eu plusieurs dont certaines sont définitivement perdues, sont des règles qui ont successivement régi le fonctionnement de l'ordre des Frères mineurs, ou ordre franciscain, ainsi que les ordres apparentés (ordres faisant référence à l'enseignement de saint François d'Assise ou de sainte Claire). Une seule règle cependant peut réellement avoir le titre canonique de « règle », correspondant à celle en vigueur. Il existe aussi un complément de la règle pour les ermitages ainsi qu'un extrait de règle pour sainte Claire et ses sœurs.

## Propositum (1209)
De rédaction très courte et très simple, cette règle fut probablement écrite vers 1209 et fut approuvée par le pape Innocent III. Les textes n'ont jamais été retrouvés. François d'Assise en parle dans son testament avec ces mots (Cf Test. 14-15) : « Et après que le Seigneur m'eut donné des frères, personne ne me montrait ce que je devais faire, mais le Très-Haut lui-même me révéla que je devais vivre selon la forme du Saint Évangile. Et moi je le fis écrire en peu de mots et simplement, et le seigneur pape me le confirma. »

## Première règle (1221)
Le texte appelé traditionnellement la « première règle » ne l'est pas, car ce n'est ni la première et ce n'est pas une règle dans le sens que n'ayant pas reçu l'approbation du pape, elle ne peut pas être appelée canoniquement règle.
Le texte écrit en 1221 ressemble plus à un directoire spirituel qu'à une législation. Mais c'est un document essentiel pour qui désire connaître l'esprit authentique du fondateur de l'ordre des Frères mineurs.
Ce texte a probablement été présenté à tous les frères de l'ordre (entre trois et cinq mille frères à l'époque) au cours du chapitre de la Pentecôte 1221.

## Seconde règle (1223)
La seconde règle est écrite en partenariat entre François d'Assise et le protecteur de l'ordre des Frères mineurs, le cardinal Ugolino di Segni (Hugolin), plus tard élu pape sous le nom de Grégoire IX. 
Composée à l'ermitage de Fonte Colombo, c'est en douze chapitres que frère François écrivit cette règle, sous la dictée du Christ, pour laquelle il dut s'y reprendre à deux fois la première rédaction ayant été perdue (Voir LP 113).
Ce texte a vu son écriture dans un contexte où la législation était coutumière. Le grossissement de l'ordre en nombre et dans l'espace ainsi que l'éloignement du fondateur obligeait l'écriture d'un texte fédérateur qui franchisse l'espace et le temps afin qu'il y ait le moins de déviations par rapport à l'esprit du fondateur.
Le cardinal Hugolin participa aussi à la rédaction. Il le confirma dans sa bulle Quo elongati en 1230. L'on retrouve, dans cette règle, des formulations d'une personne très proche des formules juridiques écrites par le cardinal protecteur qui était coutumier de ces termes.
Mais les quelques mises en forme de la chancellerie pontificale n’empêchent pas l'approbation définitive par le pape Honorius III le 29 novembre 1223 dans la bulle Solet annuere.
Les lignes importantes des écrits précédents apparaissent encore avec même certains apports concernant le vœu de pauvreté, le travail des frères, l'équilibre entre la contemplation et l'action ainsi que les missions chez les païens et autres infidèles.
Cette règle écrite en 1223 régit encore l'ordre des Frères mineurs. C'est cette règle que chaque frère mineur fait profession d'observer.

## Règle pour les ermitages (1226)
La date de rédaction de ce bref écrit ne peut être fixée avec certitude absolue. Il existait probablement avant 1218. Ceci prouve que l'attrait de la solitude expérimentée par François avant que des frères lui fussent donnés se faisait sentir dès le débuts de l'ordre et que François l'approuvait.
Le fond et la forme de ce billet nous révèlent les compétences d'écriture de François d'Assise sans l'assistance ni du frère Césaire de Spire (en), ni du cardinal Hugolin.
« Honorius, évêque, serviteur des serviteurs de Dieu.
À nos fils bien-aimés, frère François et autres frères de l’ordre des Frères mineurs, salut et bénédiction apostolique.
Le Siège apostolique a coutume de consentir aux pieux desseins, et de favoriser les louables désirs de ceux qui l’en supplient.
C’est pourquoi, nos très chers fils dans le Seigneur, étant disposé à vous accorder vos saintes demandes, Nous confirmons par Autorité apostolique, et Nous appuyons, par ce présent écrit, la règle de votre ordre approuvée par le pape Innocent, d’heureuse mémoire, Notre prédécesseur, et rapportée ici dans les termes suivants :
Au nom du Seigneur, commence la vie des Frères mineurs.

### Chapitre premier
Au nom du Seigneur commence la règle de vie des frères mineurs
La règle et la vie des frères Mineurs est la suivante: observer le saint Évangile de Notre-Seigneur Jésus-Christ, en vivant dans l'obéissance, sans biens propres et en chasteté. Frère François promet obéissance et révérence au seigneur pape Honorius et à ses successeurs élus canoniquement et à l'Église romaine. Et que les autres frères soient tenus d'obéir à frère François et à ses successeurs.

### Chapitre deuxième
De ceux qui veulent embrasser cette vie, et comment ils doivent être reçus.
S'il en est qui veulent embrasser cette vie et viennent à nos frères, que ceux-ci les envoient à leurs ministres provinciaux à qui seuls et non à d'autres soit accordé le pouvoir de recevoir des frères. Que les ministres de leur côté les examinent avec soin sur la foi catholique et les sacrements de l’Eglise. Et s’ils croient ces choses et veulent les professer fidèlement et les observer avec constance jusqu’à la mort, ou s’ils le sont et que leurs femmes soient déjà entrées dans un monastère, ou qu'après avoir fait elles-mêmes vœu de continence elles leur en aient accordé la permission avec l'autorisation de l'évêque diocésain, et sous la condition qu'elles ne soient pas d'âge à provoquer des soupçons, qu'ils leur disent la parole du saint Évangile, d'aller, de vendre tous leurs biens et de prendre soin d'en distribuer le prix aux pauvres.
Que s'ils ne peuvent le faire, la bonne volonté leur suffit. Et que les frères et leurs ministres se gardent d'avoir souci de leurs biens temporels, pour qu'ils en fassent librement ce que le Seigneur leur inspirera. Si cependant ils demandent conseil, que les ministres aient le droit de les envoyer à des hommes craignant Dieu dont les avis les aideront à distribuer leurs biens aux pauvres.
Qu'on leur accorde ensuite les vêtements du noviciat, c'est-à-dire deux tuniques sans capuce, le cordon, les braies et le capron jusqu'au cordon, à moins que parfois les mêmes ministres n'en décident autrement selon Dieu. L'année du noviciat passée, qu'ils soient reçus à l'obéissance, promettant d'observer toujours cette vie et cette règle. Et il ne leur sera en aucune façon permis de sortir de cet Ordre, suivant le décret du seigneur pape, car, selon le saint Évangile, quiconque met la main à la charrue et regarde en arrière n'est pas propre au royaume de Dieu. Et que ceux qui ont déjà promis obéissance, aient une tunique avec capuce, et, ceux qui le veulent, une autre sans capuce. Et que ceux qui y sont contraints par la nécessité puissent porter des chaussures. Et que tous les frères soient vêtus d'habits pauvres et puissent les rapiécer au moyen de sacs et d'autres morceaux avec la bénédiction de Dieu.
Mais je les invite et les exhorte à ne mépriser ni juger les hommes qu'ils voient, vêtus avec mollesse et portant des habits chatoyants, user d'aliments et de breuvages délicats: au contraire, que chacun se juge plutôt et se méprise soi-même.

### Chapitre troisième
De l’office divin, du jeûne et comment les frères doivent aller par le monde.
Que les frères récitent l'office suivant l'usage de la sainte Église romaine, excepté le psautier, c'est pourquoi ils pourront avoir des bréviaires. Que les frères lais disent vingt-quatre Pater noster pour matines; cinq pour laudes; pour prime tierce, sexte et none sept pour chacune de ces Heures douze pour vêpres; sept pour complies; et qu'ils prient pour les défunts.
Qu'ils jeûnent depuis la fête de la Toussaint jusqu'à la Nativité du Seigneur. Quant au saint carême qui commence à l'Épiphanie et dure quarante jours, et que le Seigneur consacra par son jeune très saint, que ceux qui l'observent volontairement soient bénis par le Seigneur et que ceux qui ne le veulent pas n'y soient pas astreints. Mais qu'ils jeûnent pendant l'autre carême jusqu'à la Résurrection du Seigneur. En d'autres temps, qu'ils ne soient pas tenus de jeûner, sauf le vendredi. Toutefois en cas de nécessité manifeste, que les frères ne soient pas tenus de jeûner.
Je donne ce conseil à mes frères, je les avertis et les exhorte dans le Seigneur Jésus-Christ: quand ils vont par le monde, qu'ils ne cherchent pas de querelles, qu'ils évitent les disputes de mots, qu'ils ne jugent pas les autres; mais qu'ils soient doux, pacifiques, modestes, humbles et pleins de mansuétude, qu'ils parlent à tous avec bienséance, comme il convient. Ils ne doivent point aller à cheval, à moins qu'ils n'y soient contraints par quelque nécessité manifeste ou par la maladie. En quelque maison qu'ils entrent, qu'ils disent d'abord: Paix à cette maison. Et selon le saint Évangile, qu'il leur soit permis de manger de tous les mets qu'on leur présentera.

### Chapitre quatrième
Que les frères ne reçoivent point de pécune.
Je défends rigoureusement à tous les frères de recevoir, en quelque manière que ce soit, des deniers ou de l'argent, soit par eux-mêmes, soit par personne interposée. Cependant pour ce qui concerne les besoins impérieux des malades et les vêtements des autres frères, que les ministres seulement et les custodes en prennent grand soin, à l'aide d'amis spirituels, suivant les lieux, les saisons et les régions froides, comme il leur paraîtra nécessaire; ceci toujours excepté, comme il a été dit, qu'ils ne reçoivent ni deniers ni argent.

### Chapitre cinquième
De la manière de travailler.
Que les frères à qui le Seigneur a donné la grâce de travailler, travaillent loyalement et pieusement de telle sorte que tout en chassant l'oisiveté, ennemie de l'âme, ils n'éteignent pas en eux l'esprit de sainte oraison et de dévotion, auquel doivent servir les autres choses temporelles. Comme salaire de leur travail qu'ils reçoivent pour eux et pour leurs frères les choses nécessaires au corps, les deniers et l'argent exceptés, et cela humblement comme il convient aux serviteurs de Dieu et aux disciples de la très sainte pauvreté.

### Chapitre sixième
Que les frères ne s’approprient rien  ; qu’ils demandent l’aumône ; et des frères malades
Que les frères ne s'approprient rien, ni maison, ni lieu, ni quoi que ce soit. Et comme des pèlerins et des étrangers en ce monde, servant le Seigneur dans la pauvreté et l'humilité, qu'ils aillent avec confiance demander l'aumône; et il ne faut pas qu'ils en aient honte, car le Seigneur s'est fait pauvre pour nous en ce monde. C'est là qu'est la sublimité de la très haute pauvreté qui vous a institués, vous mes très chers frères, héritiers et rois du royaume des cieux, qui vous a rendus pauvres de biens, qui vous a élevés en vertus. Qu'elle soit votre partage, elle qui conduit à la terre des vivants. Étroitement unis à elle, mes frères bien-aimés, ne désirez jamais, au nom de Notre-Seigneur Jésus-Christ, avoir rien d'autre sous le ciel.
Et en quelque lieu que soient et que se rencontrent les frères, qu'ils se conduisent comme des serviteurs les uns envers les autres. Et qu'ils se fassent avec confiance connaître mutuellement leurs besoins, car si une mère nourrit et aime son fils selon la chair, avec combien plus d'affection chacun ne doit-il pas aimer et nourrir son frère selon l'esprit ? Et si l'un d'eux tombe malade, les autres doivent le servir comme ils voudraient être servis eux-mêmes.

### Chapitre septième
De la pénitence à imposer aux frères qui tombent dans le péché
Si quelques frères, à l'instigation de l'ennemi, viennent à tomber dans ces péchés mortels, pour lesquels les frères auront établi qu'ils relèvent des seuls ministres provinciaux, que ces frères soient tenus de recourir à eux le plus rapidement possible, sans aucun retard. Que les ministres eux-mêmes, s'ils sont prêtres, leur infligent une pénitence, non sans miséricorde; s'ils ne sont pas prêtres, qu'ils la fassent infliger par d'autres prêtres de l'Ordre, comme il leur paraîtra plus profitable devant Dieu. Et ils doivent prendre garde de ne pas s'irriter et se troubler pour le péché d'aucun frère, car la colère et le trouble font obstacle à la charité chez soi-même et chez les autres.

### Chapitre huitième
De l’élection du ministre général de cette Fraternité et du Chapitre de la Pentecôte.
Que tous les frères soient tenus d'avoir toujours un des frères de cet Ordre comme ministre général et serviteur de la fraternité et qu'ils soient strictement tenus de lui obéir. A sa mort, que l'élection de son successeur soit faite par les ministres provinciaux et les custodes, au chapitre de Pentecôte, auquel les ministres provinciaux soient toujours tenus de se réunir, en quelque lieu que le ministre général l'ait fixé, et cela une fois tous les trois ans ou dans un délai plus grand ou plus court, selon qu'il aura été statué par ce même ministre. Et si à quelque époque il apparaissait à l'universalité des ministres provinciaux et des custodes que ce ministre n’est pas apte à servir et à être utile à la communauté des frères, que les frères à qui appartienne l’élection soient tenus, au nom du Seigneur, de s’en élire un autre pour custode. Après le chapitre de la Pentecôte, que les ministres et les custodes puissent, s'ils le veulent et s'il leur paraît opportun, convoquer chacun dans sa custodie, une fois et la même année, ses frères en chapitre.

### Chapitre neuvième
Des Prédicateurs.
Que les frères ne prêchent point dans l'évêché d'aucun évêque qui le leur aura défendu. Et que nul parmi les frères ne s'arroge jamais de prêcher au peuple, s'il n'a été examiné et approuvé par le ministre général de cette fraternité et là n'en a reçu l'office de la prédication. J'avertis aussi et je conjure les mêmes frères que, dans leur prédication, leurs discours soient éprouvés et purs, propres à l'utilité et à l'édification du peuple, lui parlant en termes brefs des vertus et des vices, du châtiment et de la gloire, car le Seigneur a sur la terre abrégé sa parole.

### Chapitre dixième
De l’admonition et de la correction des frères.
Que les frères qui sont ministre et serviteurs des autres frères, visitent et avertissent leurs frères et qu'ils les corrigent avec humilité et charité, sans leur rien commander qui soit contraire au salut de leur âme et à notre Règle. Mais que les frères qui sont sujets se souviennent qu'ils renoncé pour l'amour de Dieu à leur volonté propre.
Aussi je leur ordonne rigoureusement d'obéir à leurs ministres en toutes choses qu'ils ont promis au Seigneur d'observer et qui ne sont pas contraires au salut de leur âme et à notre Règle. Et en quelque lieu qu'il y ait des frères qui sachent et reconnaissent qu'ils ne peuvent observer la Règle dans tout son esprit, qu'ils aient le devoir et la possibilité de recourir à leurs ministres. Et que les ministres les reçoivent avec charité et bienveillance, et qu'ils leur témoignent de tant de familiarité, que les frères puissent leur parler et agir avec eux comme des maîtres avec leurs serviteurs; car il doit en être ainsi que les ministres soient les serviteurs de tous les frères.
J'avertis encore et je conjure les frères dans le Seigneur Jésus-Christ qu'ils se gardent de toute superbe, vaine gloire, envie avarice, de tous les soucis et inquiétudes de ce monde de la médisance et des murmures. Et que ceux qui ignorent les lettres ne se soucient pas de les apprendre, mais qu'ils considèrent qu'ils doivent désirer par-dessus tout posséder l'esprit du Seigneur et sa sainte opération, le prier toujours d'un cœur pur, avoir l'humilité, la patience dans la persécution et dans la maladie, et aimer ceux qui nous persécutent, nous reprennent et nous blâment, car, dit le Seigneur : « Aimez vos ennemis et priez pour ceux qui vous persécutent et vous calomnient. Bienheureux ceux qui souffrent persécution pour la justice parce que le royaume des cieux leur appartient. Et celui qui persévérera jusqu'à la fin, sera sauvé. »

### Chapitre onzième
Que les frères n’entrent point dans les monastères de Religieuses.
Je défends rigoureusement à tous mes frères d'avoir des familiarités ou des conversations suspectes avec les femmes, et d'entrer dans les monastères de religieuses, exception faite pour ceux à qui une permission spéciale a été accordée par le Siège apostolique. Et qu'ils ne deviennent compères ni d'hommes ni de femmes, de peur qu'à cette occasion le scandale ne s'élève parmi les frères ou à leur sujet.

### Chapitre douzième
De ceux qui vont chez les Sarrasins et autres infidèles.
Que tous ceux des frères qui, par inspiration divine, voudront aller chez les Sarrasins et autres infidèles, en demandent la permission à leurs ministres provinciaux. Mais que les ministres n'accordent cette permission qu'à ceux dont ils voient qu'ils sont aptes à y être envoyés. En outre, j'ordonne aux ministres, au nom de l'obéissance, de demander au seigneur pape un des cardinaux de la sainte Église romaine pour gouverneur, protecteur et correcteur de cette fraternité, afin que toujours soumis et prosternés aux pieds de cette même sainte Eglise, fermes dans la foi catholique, nous observions la pauvreté, l'humilité et le saint Évangile de Notre-Seigneur Jésus-Christ, ce que nous avons fermement promis.
Fin de la règle des Frères mineurs
Ensuite la confirmation de la dite règle.
Qu’il ne soit donc permis à aucun homme absolument, d’enfreindre cet acte de notre confirmation, ou de s’y opposer par une tentative téméraire.  Mais si quelqu’un ose l’entreprendre, qu’il sache qu’il encourra l’indignation de Dieu tout-puissant et des bienheureux Pierre et Paul, ses apôtres. »
Donné au Latran, le vingt-neuvième jour de novembre, l’an huitième de notre Pontificat. (i.e. 1226 A.D.)